# リッカルド・シャイー
リッカルド・シャイー（Riccardo Chailly フランス語発音: [ʃɑ.ji], 1953年2月20日 - ）は、イタリアの指揮者。ミラノ・スカラ座音楽監督。

## 人物・来歴
1953年、パウル・ヒンデミット門下の音楽学者・作曲家であるルチアーノ・シャイーの息子として、ミラノに生まれる。ローマの音楽院を卒業した後、父親の勤めるペルージャ、次いでミラノの各音楽院で学び、シエーナのキジアーナ音楽院ではフランコ・フェラーラに師事する。ペルージャ時代にはイ・ソリスティ・ヴェネティに招かれ、14歳で指揮者としてデビューする。
1972年から2年間、クラウディオ・アバドの元でミラノ・スカラ座管弦楽団の副指揮者を務める一方で、同1972年にはミラノのテアトロ・ヌオーヴォでマスネのオペラ『ウェルテル』を指揮してオペラ指揮者としてのデビューを飾る。
1974年にシカゴ・リリック・オペラでプッチーニの『蝶々夫人』を指揮してアメリカでのデビューを果たす。1977年サンフランシスコ歌劇場で『トゥーランドット』（パヴァロッティとカバリエとの共演）を指揮して大成功を収めている。1978年にはミラノ・スカラ座でヴェルディの『群盗』を指揮してスカラ座でデビューをすると同時に国際的な注目を集める。以降はロイヤル・オペラ・ハウス、バイエルン国立歌劇場、ウィーン国立歌劇場、メトロポリタン歌劇場など世界の主要な歌劇場に客演している。
1982年から1989年までベルリン放送交響楽団（現在のベルリン・ドイツ交響楽団）の首席指揮者を、1982年から1985年までロンドン・フィルハーモニー管弦楽団の首席客演指揮者を務める。1986年から1993年までボローニャのテアトロ・コムナーレの音楽監督も務める。
1988年9月にロイヤル・コンセルトヘボウ管弦楽団の常任指揮者に就任、2004年まで在任した。同楽団とはマーラー、ブルックナー、ブラームスの交響曲全集、ヴァレーズ全集などの録音を残し、同時に同楽団の名声を高めている。
1999年にミラノ・ジュゼッペ・ヴェルディ交響楽団の音楽監督に就任。現在は桂冠指揮者として活動する。
2005年からはライプツィヒ・ゲヴァントハウス管弦楽団の第19代カペルマイスター、ライプツィヒ歌劇場の音楽総監督に就任した。ゲヴァントハウス管弦楽団では、前任者のヘルベルト・ブロムシュテットが採用したドイツ式配置（客席から見て左外側に第1ヴァイオリンが、右外側に第2ヴァイオリンが配置され、第1ヴァイオリンの隣にコントラバスとチェロが、そして第2ヴァイオリンの隣にヴィオラが配置されるシステム）を引き続き採用した。
ただし、ライプツィヒ歌劇場のポストは2008年、任期途中で退任した。ゲヴァントハウス管弦楽団のポストも任期途中の2016年に退任した。
2015年、ダニエル・バレンボイムの後任として、スカラ座の音楽総監督に就任した。
1984年に初来日して以降、多く日本にやって来ており、最近ではNHK音楽祭にも出演している。

## レコーディング
1978年にデッカ・レーベルに最初のレコーディングを行って以降、専属となり、多くの作品を録音する。レパートリーは幅広く、ロマン派から20世紀の前衛音楽作品、及び現代音楽などが含まれ、これらを多く演奏している。
これまで録音してきた作品は多く、ロッシーニの序曲集やワーグナーの管弦楽作品集、ヴェルディの秘曲作品、現代音楽ではメシアンの『トゥランガリーラ交響曲』やルチアーノ・ベリオの『シンフォニア』などを残す。
一時期ではあるがフィリップス・レーベルにメンデルスゾーンの交響曲第2番『讃歌』と第3番『スコットランド』を録音している。1980年代にユンゲ・ドイチェ・フィルハーモニー管弦楽団と共にドイツ・グラモフォンにプロコフィエフの交響曲第3番を録音も行っている。
近年はゲヴァントハウス管弦楽団とともにJ.S.バッハの宗教音楽作品（マタイ受難曲とクリスマス・オラトリオ）と協奏曲（ブランデンブルク協奏曲とピアノ協奏曲）の録音を行ったほか、2007～2009年にかけてベートーヴェンの交響曲全集の録音を行い、こちらは2011年にリリースされ、注目を集めている。